# Państwowe Liceum i Gimnazjum im. Kornela Ujejskiego w Kamionce Strumiłowej
Państwowe Liceum i Gimnazjum im. Kornela Ujejskiego w Kamionce Strumiłowej – polska szkoła z siedzibą w Kamionce Strumiłowej w okresie II Rzeczypospolitej, od 1938 o statusie gimnazjum i liceum ogólnokształcącego.

## Historia
Pierwotnie w okresie zaboru austriackiego postanowieniem cesarza Franciszka Józefa II z 19 sierpnia 1909 zostało powołane C. K. Gimnazjum w Kamionce Strumiłowej z językiem wykładowym polskim. Szkoła została umieszczona w budynku gminnym. Budowę nowego obiektu uniemożliwił wybuch I wojny światowej.
Podczas wojny polsko-ukraińskiej gimnazjum zostało tymczasowo przekształcone w ukraińskie. Po wkroczeniu do Kamionki wojsk polskich 19 maja 1919 gimnazjum odzyskało polski charakter. Po odzyskaniu przez Polskę niepodległości władze II Rzeczypospolitej nadały Gimnazjum patronat „Kornela Ujejskiego”. W latach 20. szkoła mieściła się w dwóch najmowanym budynkach: gminnym i drugim będącym własnością Anieli Mariczowej. W 1926 klasy gimnazjum I–III stanowiły podbudowę, klasy IV–V i VIII był prowadzone w typie humanistycznym, a klasa VII w typie matematyczno-przyrodniczym. W tym czasie w gimnazjum prowadzono osiem klas w 11 oddziałach, w których uczyło się 323 uczniów płci męskiej oraz 79 uczennic. 
W latach 30. szkoła działała pod nazwą „Państwowe Gimnazjum Koedukacyjne im. Kornela Ujejskiego w Kamionce Strumiłowej”. Zarządzeniem Ministra Wyznań Religijnych i Oświecenia Publicznego Wojciecha Świętosławskiego z 23 lutego 1937 „Państwowe Gimnazjum Koedukacyjne im. Kornela Ujejskiego w Kamionce Strumiłowej” zostało przekształcone w „Państwowe Liceum i Gimnazjum im. Kornela Ujejskiego w Kamionce Strumiłowej” (państwową szkołę średnią ogólnokształcącą, złożoną z czteroletniego gimnazjum i dwuletniego liceum), a po wejściu w życie tzw. reformy jędrzejewiczowskiej szkoła miała charakter koedukacyjny, a wydział liceum ogólnokształcącego był prowadzony w typie humanistycznym łączonym z przyrodniczym.

## Dyrektorzy
- Stanisław Szarga (kierownik od 1909, dyrektor od 14 VI 1910 do 1915)[1][2]
- Henryk Krzyżanowski (kierownik od 23 IX 1915 do 1918)[1][2][7]
- Stanisław Szarga (od IX 1918)[3]
- Eugeniusz Baczyński (ukr., 1918/1919)[3]
- Paweł Vogel (kierownik, od VI 1919 do lata 1919)[3][2]
- Mieczysław Kalityński (kierownik, od 1919 do 1920)[3][2]
- Tadeusz Kaniowski (mianowany 1 XI 1919[8], dyrektor od 4 III 1920, urlopowany w związku objęciem mandatu Senatora RP od 4 I 1923)[1][3][2]
- Mieczysław Kalityński (kierownik od 1923)[2]
- Czesław Frankiewicz (dyrektor od 28 I 1933)[9][10]